# Kosova Hora
Kosova Hora – miejscowość i gmina (obec) w Czechach, w kraju środkowoczeskim, w powiecie Przybram. W 2022 roku liczyła 1356 mieszkańców.
W miejscowości jest stacja kolejowa Kosova Hora.